# Wilhelm Rodewald (Journalist)
Wilhelm Rodewald (* 27. November 1866 in Hannover; † 27. April 1926 ebenda) war ein deutscher Buchdrucker und Journalist sowie Schriftsteller insbesondere im Calenberger Platt, einer mundartlich gefärbten Umgangssprache der niederdeutschen, „Plattdeutschen Sprache“. Rodewald galt als „großer Sängerführer“.

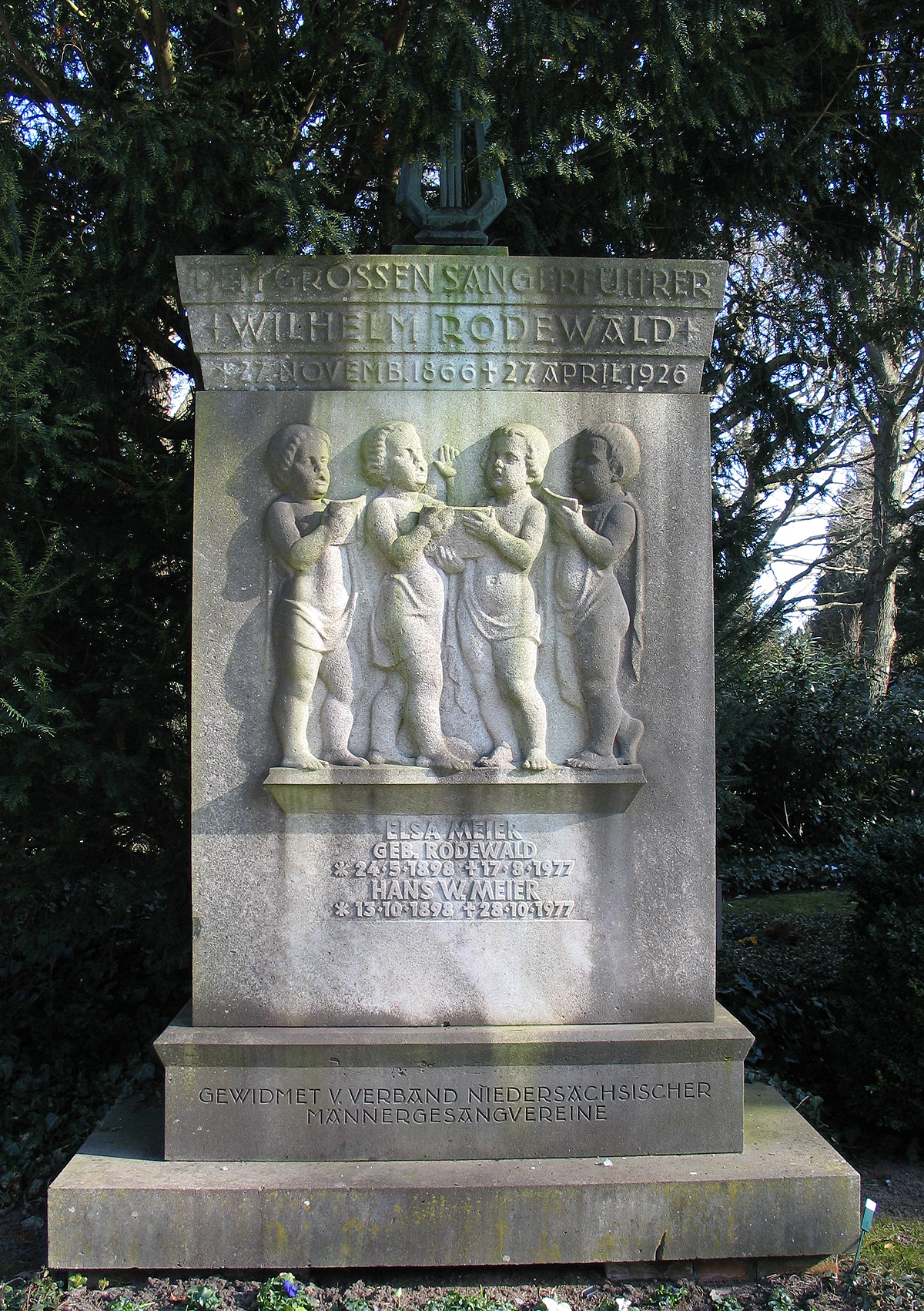
„Dem großen Sängerführer [...] gewidmet vom Verband niedersächsischer Männergesangsvereine“; Grabmal auf dem Stadtfriedhof Engesohde

## Leben
Wilhelm Rodewald besuchte die Höhere Bürgerschule (heute: Tellkampfschule) in Hannover und trat dann in die Buchdruckerei seines Vaters ein. 1899 wurde er Journalist. Ab 1911 begann er, sich als Schriftsteller zu betätigen und wurde zum Vorsitzenden des Verbandes niedersächsischer Männergesangsvereine mit Sitz in Hannover gewählt.
Während der Weimarer Republik war Wilhelm Rodewald beteiligt an den Publikationen über das 9. Deutsche Sängerbundesfest in Hannover vom 23. bis 27. August 1924, zu dem der Deutsche Sängerbund aufgerufen hatte. Rodewald wirkte an musikunterlegten Ausstrahlungen der Nordischen Rundfunk AG mit, die aus dem Studio Hannover übertragen wurden und nur über den Sender Hannover zu empfangen waren:
- Twei Vertellungen ut: „Zipellen“, Rezitationen in: Sassenart, aus Anlass des 18. Niedersachsentages in Hannover, vom 16. Oktober 1925;
- Dei Prisskat, und Lögenhaft to vertellen, Rezitationen in: Niederdeutscher Humor in Wort und Lied, vom 14. November 1925;
- Die Wurstpartie, Frische Wost un lütje Lagen, und Fritze Albers up en Börgervereinsdage, Rezitationen in: Sau sünd wi nu mal. Calenberger Geschichten vom guten Essen und Trinken vom 19. Dezember 1925:
- sowie in der Sendung Niedersächsische Anekdoten vom 13. Februar 1926.[6]

Rodewald vollendete sein 60. Lebensjahr nicht mehr. Der Verband niedersächsischer Männergesangsvereine widmete ihm einen aufwändigen Grabstein auf dem Stadtfriedhof Engesohde. Darauf finden sich auch Inschriften für Elsa Meier, geborene Rodewald (24. Mai 1898 – 17. August 1977) und Hans W. Meier (13. Oktober 1898 – 28. Oktober 1977).

## Schriften
- Schorle Morle. Plattdütsche un annere Gedichte un Dönekens. Selbstverlag, Hannover 1907.
- „Zipollen“ un annere Snurren in Hoch- un Plattdütsch. 3. (erweiterte) Auflage mit eingedruckten Bilder. Jänecke, Hannover 1923.
- Festführer für das 9. Deutsche Sängerbundesfest in Hannover 23. bis 27. August 1924. Jänecke, Hannover 1924.
- Offizielles Erinnerungs-Album an das 9. Deutsche Sängerbundesfest: Hannover, 23. – 26. August 1924. Stadion, 1924.